# إدوارد بيري ارين
إدوارد بيري ارين (بالإنجليزية: Edward Perry Warren)‏ هو كاتب أمريكي، ولد في 8 يناير 1860 في بوسطن في الولايات المتحدة، وتوفي في 28 ديسمبر 1928 في لندن في المملكة المتحدة.